# 実況パワフルプロ野球8
『実況パワフルプロ野球8』（じっきょうパワフルプロやきゅう8）は2001年8月30日にコナミ（現:コナミデジタルエンタテインメント）から発売されたPlayStation 2用野球ゲーム。製作はコナミコンピュータエンタテインメント大阪（現:パワプロプロダクション）。

## 実況
- アナウンサー 安部憲幸（元ABCアナウンサー）

長年に渡り本作の実況を担当。その実況でシリーズのファンをプロ野球界、スタッフと共に盛り上げてきた。

## 概要
PlayStation 2のパワプロシリーズ2作目であり、グラフィック面など前作と雰囲気が大幅に変わった。また、野手にも投手能力が設定されるようになり、野手を投手として登板させることも可能になった。一方、投手は野手のサブポジションを付けることが出来るようになり、サクセスモードやペナントモードなどではいわゆる二刀流投手の作成も可能になった。なお、今作からオープニングムービーに主題歌が入るようになった。今作の主題歌は米倉千尋のLittle Soldier。
当初は2001年7月19日発売予定と発表されていたが後に8月2日発売に変更され、さらにその後一度発売日が未定となるなど延期が繰り返された。そして7月中旬に8月30日に発売と発表され、その後は延期することなく発売日を迎えた。

## ゲームモード
- 対戦モード
- ペナントモード
- リーグモード
- サクセスモード
- アレンジモード

今作より、登録選手をアレンジチームから外す事が可能になった。但し、一軍には最低でも投手1人・野手9人は必要となっている。また、チーム枠が拡大し、アレンジチームにも2軍枠が設けられた。登録可能人数は一軍が投手12人、野手16人。二軍が投手・野手ともに6人。ペナントモードでは2軍の選手枠がさらに2人ずつ拡大する。
- シナリオモード
- ホームラン競争

## ペナントモード
シリーズ初のセ・パ同時進行の複数年ペナントが導入された。今作は3年間のペナントレースを争う。それに伴い、選手の能力値が変化するようになったり、ドラフト会議やトレードの導入、契約更改による解雇やコーチ転身、春季キャンプなど、1年を通したイベントが多数登場した。
しかし能力を変化させない・サクセスモードで育成した選手を登場させないなどの旧来の仕様に近付けるためのオプション設定がない、ペナントレースの対戦相手をCOM設定にするとアンバランスなトレードを実行する、日本シリーズが移動日無しの7連戦になるなどの不備もある。
試合の翌日毎に現実のスポーツ紙のように12球団向けのスポーツ紙の1面が発行され、それをセーブして閲覧できるモードも存在していたが、ペナントが10年間に増えた以降のシリーズではかなりのメモリ容量を要するためかセーブ機能は今作のみで廃止された。
心境
今作ではペナントの展開によって選手の心境が変化し、その結果、選手の調子に影響を与えることがある。
人事
ドラフト会議に向けた選手調査方法は、各球団がそれぞれの地域にいるドラフト候補選手の情報を入手し、選手の能力データを調べる方式で、調査をすると選手との友好度を高まり入団拒否を起こしにくくできる。ドラフト会議は完全ウェーバー方式で、ペナント下位チームから指名する。3人まで指名できる。
シーズンオフの各チームの契約更改では、選手を解雇したり、引退・コーチ転身させることができる。コーチには打撃指導・投球指導・走塁指導・守備指導のパラメータが設定されており、選手成長に影響する。解雇された選手は直後の自由契約選手採用でテスト入団の形で入団させることができる。このときに採用されなかった選手は引退となり、翌年以降在野コーチとして登場する場合がある。
キャンプ
キャンプでは通常の練習指示よりも大きな効果を得ることができる。また投球・打撃フォームの変更、ポジションのコンバートなど、キャンプでしかできない練習もある。

## サクセスモード
サクセスモードの概要については実況パワフルプロ野球 サクセスモードを参照。
今回のサクセスモードは「ドラフ島編」。プレイヤーは球八高校（出身を高卒にした場合。大卒なら球八大学、社会人なら球八物産となる。ただし、登場人物の台詞は主人公が高卒であることを前提とした話になっている。なお、球八高校は次回作実況パワフルプロ野球9の舞台の一つ）の選手として、12球団が協力して選手をスカウトする架空の島を舞台にジムを回って仲間を集めて練習をしたり、街で試合をしたりして、スカウトの注目を集めて、入団テストに合格することが目標。
従来のサクセスモードとは大きく異なるシステムで、従来の作品の同モードにおける強烈なバッドイベントである交通事故や爆弾制度が撤廃されているという長所があるものの、マップ上において、病院とセントラルタワー以外の街やジムなどの配置や初期位置が完全なランダムであったり、仲間になる選手の登場も確実でないなど運によるところも大きく、クリア自体も40分程度（能力の高さを問わなければジムの配置次第で20～30分）で選手が作成できる。
初期能力の決定方法が大幅に変更され、18種類の固定パターンから選ばれる方法となり、『8』では社会人の選手に限り初期能力の高いいわゆる「天才型」が出やすいという特徴（8%程度）があったが、『8決定版』では修正されている。また、経験点に関して投手と野手に分かれていた技術ポイントが統合され、筋力・敏捷・技術・変化球・精神の5種類になった。
なお、シナリオ面では、これまでの作品は実在の野球世界に近いという設定だが、本作は架空の設定が多く（特に、アンドロイドが登場したのはパワプロシリーズ初である）、従来のパワプロ作品に比べるとパワプロクンポケットシリーズに近い設定である（シナリオと直接関連のあるパワプロ5を除く。なお、パワプロ5のシナリオ自体はほぼ普通の野球のストーリーである）。

### クリア条件
11月20日の期限までに特定球団（キャラメイク時の好きな球団のジムが多いが、その他の球団でスタンプが集まる場合もある）のスタンプを3つ集めて入団テストに合格すればクリアとなる（不合格の場合はスタンプ0、矢部以外の仲間と別れて再スタート）。11月20日を過ぎても入団テストに合格しないとゲームオーバー（そのため、期限寸前で入団テストに不合格になるとクリアは困難である）。
また、島の中央にあるセントラルタワーに、主人公、矢部を含め8人以上（既にパピヨンが仲間の場合は9人以上）で訪れると、主人公たちと同じ能力（パピヨンは若干弱く設定されている）のコピーロボットと戦うKAMITAKA戦がはじまり、それに勝つとプロ野球OB選手による伝説最強戦が始まる。伝説最強チームにも勝つと、経験点が多く入った状態でクリアとなる（専用のエンディングも用意されている）が、どちらの試合も負けか12回引き分けでゲームオーバーになってしまう。人数が少ない場合は追い返されるだけである。

### 練習
ジムに入って練習をすることでコーチの評価が上がり、一定値を超えるとジムを抜けることが出来る。その際、練習メニューのレベルを上げるためのスタンプ、街のインフォメーションセンターで使うチケット、さらに球団ジムであれば球団スタンプをもらえる。すでに球団スタンプが3つ集まった状態で球団ジムをクリアするとスタンプが上書きされる。この時、2つ揃っている球団スタンプは避けて押される形になるが、コーチの手が滑って2つ揃っている球団スタンプに上書きしてしまうこともある。
練習メニューは基礎、リフレッシュ、精神が固定で、他の練習はランダムに決まる。そのため、野手育成時に投手向けの練習が混じることがある（逆も同様）。ただし、野手が投手向けの練習を、投手が野手向けの練習をしても効率が悪い。
今作では友情タッグトレーニングが初めて導入された。他のシリーズと異なり、特定の2人と一緒に練習することが条件で、条件を満たす仲間の体力が低いと発動しない（精神練習除く）。また、一緒に練習をしないと仲間の評価が下がり、最終的には離脱してしまう場合もある。

### 試合
試合中のマニュアル操作は街の試合が従来のキャプテン・リーダーではない場合と同様（投手は自分の登板時、同点か負けているときにランナーが出た場合、野手は自分の打席）で、セントラルタワーの2試合は1回から全選手がマニュアル操作になる。

### 主な登場人物

#### 選手として登場する人物
矢部明雄（外野手）友情タッグ練習：リフレッシュ
パワフル高校所属。シリーズを通して主人公の友人であり、本作でも親友として登場。性格も前シリーズから引き継いでおり、本作でもガンダーロボを買えなかったことを主人公のせいにするなどマニアな一面を見せる。なお、本作ではあおいに好意を寄せているらしく、作中ではその素振りを見せる場面もあるが、それが原因でよからぬ妄想をし、あおいに怒られてしまうことも多い。また、徐々にパワーアップする定期イベントがあり、期限間近になる頃にはかなりの能力まで成長する。スタンプを集めて挑む入団テストに不合格になった後も、主人公から離脱することなく、一緒に旅を続ける。
猪狩守（投手）友情タッグ練習：打撃、球速
あかつき大学付属高校所属。巨人入りを目指すためにドラフ島にやってきた。「甲子園のヒーロー」と呼ばれるほど野球選手としての能力は一流で、投手としても野手としても非常に高い能力を誇る。反面、シリーズ通してのプライドの高さも健在で、主人公たちをバカにしたりすることも多い。前作まではライバルとしてのイメージが強かったが、本作では友情タッグ発生後に「ジャイロボール」を伝授してもらえるなど、良きチームメイトとしてのイベントも多く用意されている。なお、セントラルタワー到達前にパピヨンの正体に気付く可能性がある唯一のキャラクターである。
猪狩進（捕手）友情タッグ練習：打撃、走塁
あかつき大学付属高校所属で、守の弟。ドラフ島にやってきた兄を心配して追いかけてきた。捕手として非常に高い能力を持っており、実に頼りになる存在である。謙虚で優しい性格も健在で、様々なイベントで主人公たち（特にミッキー）をサポートしてくれる。なお、伝統でもあるハイリスクな「広角打法」伝授イベントが本作でも用意されている。
阿畑やすし（投手）友情タッグ練習：変化球
そよ風高校所属。自称「浪速の変化球男」。ナックルを改良したオリジナル変化球「あばたボール」を決め球としている。阪神タイガースファンであることは、前シリーズからも引き継がれており、本作でも街中で応援歌を歌うイベントがある。また、本作では主人公にオリジナル変化球を伝授するイベントも用意されていて、これによりゲーム中には存在しないような変化を生み出すことが可能となっている。中継ぎ投手としての活躍を熱望しているため、練習の時間や内容は独自路線をひた走っている。
早川あおい（投手）友情タッグ練習：変化球、リフレッシュ
恋恋高校所属。女性初のプロ野球選手を目指し、ドラフ島を回っているところで主人公たちと出会う。アンダースローから繰り出される鋭いシンカーが武器で、そのキレは矢部をあっさり空振りさせるほどである。前作同様ボーイッシュでかなり男勝りな性格で、何かと主人公や矢部に対して、怒ったり暴力をふるったりすることが多い。その一方で女の子らしい一面も持っており、普通の女の子に対しての嫉妬や、夢への挫折を見せる場面もある。また本作では、試合中に「短気」の特殊能力が発動すると、MAX155km/hというストレートを投げるようになるといった隠しパラメータも設定されている。
ミッキー・バーミリオン（外野手・遊撃手）友情タッグ練習：走塁
アメリカからやってきた選手。走力が非常に高く、さらに外野と内野の両方を守れるため、試合で活躍してくれることが多い。純粋無垢で子供っぽい性格をしており、不本意ながら主人公たちを困らせてしまうことが多い。また、父親から「アメリカに帰ってくるように」という手紙が来るイベントが発生する場合があり、突然仲間から離脱してしまうこともある。『パワプロ11』などにも選手として登場する。
小手先優（二塁手）
街中でインチキ商品を販売していたところ、その手先の器用さを矢部に見込まれ主人公たちと出会う。選手としての能力は今一つだが、仲間にすると練習道具の色を変えるイベントが発生するなど、試合以外の場面でサポートしてくれることが多い。既婚者で、サクラコという名前の妻がいる。
古谷正美（外野手）友情タッグ練習：筋力
極亜久高校所属。いわゆるヤンキーで、街中で勝手に主人公たちに因縁をつけてきたことがきっかけで仲間になる。留年しているので主人公より年上。太田ほどではないがパワーが高く、試合ではあらゆる場面で活躍してくれる。非常に奇抜な髪型（リーゼントヘア）をしているが、その理由はかつて助けてもらった恩人（その恩人とは実は高木である）が同じ髪型をしていたからだと語っている。バッターボックスに入った際に、腰を捻ってから構える独特の固有フォームを持つ。
大成功（投手・一塁手）友情タッグ練習：基礎
「おおなる いさお」と読む。元プロ野球選手だが、一軍に上がることなく自由契約となってしまったため、一軍の試合に出る夢を諦めきれずにドラフ島へ来た。基礎練習を大切にしており、基礎練習を軽視する主人公を叱ることもある。選手としては平凡な能力しか持たないが、「守備職人」や「威圧感」などの特殊能力の取得に必要な選手のため、仲間にする価値のある選手である。
森里学（捕手・三塁手）友情タッグ練習：守備
ドラフ島のジムを回っているところで主人公と出会う。理論派かつ努力家で、主人公たちにも様々なことを教えてくれたり、トレーニングに誘ってくれたりすることが多い。見た目によらず大食いで、大盛りラーメン3玉を軽く平らげるほどである。選手としてはかなり優秀だが、捕手能力は進に劣るため、サブポジションの三塁手として活躍することが多い。工藤とは高校時代のチームメイトであり、親友である。
工藤晶（外野手）友情タッグ練習：守備
街で試合をしていたところ、主人公たちと出会う。外野手として優秀な能力を持っており、試合では攻守にわたって活躍してくれる。ノリの軽い性格のため、チームメイトとはなじめないことも多い。特にかわいい女の子には目がなく、街で突然話しかけるなど軟派な面を見せる。森里の高校時代のチームメイトだが、何か因縁があるようである。なお、「決定版」では「流し打ち」を伝授してくれるイベントが追加されている。
永瀬大河（二塁手）
風邪をこじらせ、病院で入院していたところで主人公たちと出会う。選手としてはかなりの能力の持ち主だが、病弱で不運な体質を持つことから、自身が活躍できる場面は少なく、主人公たちをも様々なトラブルに巻き込んでしまうことが多い。しかし、運に左右されないものについてはかなりの実力を発揮し、特に将棋においては無敵の強さを誇る。選手能力には反映されていないものの、かつて全てのポジションを守った経験があり、主人公にもサブポジションを伝授してくれるイベントがある。
太田力（一塁手）友情タッグ練習：筋力
島の住民。エンストしたトラックを押して所を主人公に見つかり、そのパワーを見込まれ強引に野球をすることになる。パワーが非常に高い強打者だが、一方で走力、肩力などは低い。かつてゆりかに助けられたことがあり、そのことでゆりかに好意を寄せているが、結局その恋が実ることはなかった。
高木幸男（捕手・二塁手）友情タッグ練習：メンタル
街のバッティングセンターで主人公たちと出会う。自称「ID野球の申し子」だが、野球の実力はあまり高くない。オカルト好きであり、怪しげな雑誌を読んだり、如何わしい儀式を好んで行ったりする。また、一度キレると手がつけられないという性格の持ち主である。遊ぶと有益な特殊能力が付くイベントが多いが、マイナス能力が付く場合も多い、ハイリスクハイリターンな仲間であるとも言える。かつては奇抜なリーゼントヘアをしており、古谷を助けたという経歴がある。腰をやたら低く下げる固有フォームをしている。
市原ヨネ（一塁手）友情タッグ練習：メンタル
ゆりかの世話役の老婆。街でゆりかと出会った際に、選手として強制的に仲間に加わる。一応選手だが、能力は最低クラスであり、試合での活躍はほとんど期待できない。オカルト界ではかなり名の知れた人物で、「霊界のマドンナ」という異名をもつ。
姫野カレン（一塁手・外野手）友情タッグ練習：基礎
シリーズ恒例のキャラクター。その暴走機関車ぶりは本作でも健在で、街で出会った際も、有無を言わさず強制的に仲間になる。本作では選手として登場するが、能力はヨネと同じく最低クラス。マイナスイベントが多い上、仲間から離脱する際に弁当系アイテムとセンターチケットを持ち逃げするという、いろいろな意味で迷惑なキャラクターであるが、「威圧感」を取得するために必要な不可欠な存在でもあったりする。
DJB-78（投手）友情タッグ練習：コントロール
ダイジョーブ博士が送り出した情報収集用ロボット。センターの試合で出会い、矢部が仲間にスカウトする。ロボットらしく、コントロールは登録されている全選手の中で最高の値を誇る。それ以外の能力もかなり高いが、変化球が一種類しか操れないため、試合では痛打されることも少なくない。ロボットでありながら人間の心を深く理解しており、世渡りも非常に上手である。
ダイジョーブ博士（一塁手）友情タッグ練習：コントロール
シリーズ恒例の危険なドクター。ハイリスクな人体実験は本作でも受け継がれている。DJB-78を連れた状態で能力強化手術に成功すると選手として仲間にすることができるが、ヨネ、カレンと同じく能力は最低クラスである。DJB-78を送り出した張本人だが、実は「DJB-78は拾ってきた」ということを示唆するイベントもあり、結局DJB-78は誰が設計したのか、本作品中で真相は分からない。ドイツ語を話せるらしいが、披露するものはかなりいい加減である。
パピヨン（投手・遊撃手・二塁手）友情タッグ練習：球速
ドラフ島の能力ランキング各部門の1位を独占する謎の選手。野手としても投手としてもけた外れの能力を誇る。しかし、スタミナに欠けるので、投手としてはリリーフに向いている。セントラルタワーや神社などに突如出現し、主人公たちのチームに加わる。主人公の経歴やウィークポイントに詳しく、初対面であるにもかかわらずズバズバと指摘したこともある。その正体は、主人公の先輩である白鳥管太。アマチュア最強と言われるほど超一流の能力を持った野球選手で、主人公よりも2年早くドラフ島にやって来るが、セントラルタワーで神高の陰謀を知ってしまったために囚われの身となった。その後、隙を見つけて脱出した白鳥は、パピヨンとして正体を隠し、神高の野望を打ち砕くためにドラフ島を巡っていた。守とは過去に対戦したことがあり、その時は見事にホームランを放っている。そのため、エンディング前にそのことに気付く可能性があるのは守だけである（セントラルタワールートのエンディングでは、自ら正体を明かす場面がある）。
『パワプロ2013』ではくろがね商業高校の固有キャラとして登場し、『パワプロ2016』のパワフェスモードでは「ドラフ島連合チーム」のキャプテンとして登場。なお『パワプロ2016』のパワフェス出場全チームのユニフォームは全員で統一されているため、新たなパワフェス専用ユニフォームも用意された。
服部兄弟
イチロー・ジロー・サブロー・シロー・ゴロー・ロクロー・シチロー・ハチロー・クロー・ジュウロー・トウイチロー・トウジローの12人兄弟。ドラフ島の住人で、実家は帽子店を営んでいる。それぞれが被り物のような特徴ある帽子を被っている（イチローだけは普通の野球帽）。イチローはジローからトウジローまでの11人を仲間にしないと登場しない。特定の兄弟を仲間にすると、パワーアップするイベントが起こる場合がある。ポジションはイチローが投手、ジローが捕手、…、シチローからクローまでが外野手というように順番に対応しており、ジュウローからまた投手となっている。イチローは他の兄弟よりは能力は高いが、他の兄弟の能力はそれほど高くはない。
アダム（投手）
ドラフ島に突如出現し、能力ランキング各部門の1位をパピヨンを抜いて独占する謎の選手。センターの試合で対戦することがあるが、仲間にはならない。その能力は極めて高く、投攻走守全てにおいて驚異的な実力を見せる（イベントで「パワー1000」と自称するが、もちろんそんなわけはない。）。主人公のチームに敗北（あるいは引き分け）すると、ランキングから姿を消す。

#### 選手以外で登場
巫女
3ヶ所ある神社に登場。厳しい家系に生まれているらしく、そのせいか時折悲しげな表情も見せている。彼女にはならないが、主人公と恋の進展を描くイベントがある。
西園寺ゆりか (さいおんじ -)
島の施設を数多く持つ西園寺家のお嬢様。若くてたくましい好青年を探すために、世話役のヨネとともにドラフ島を巡る旅をしている。主人公もそのターゲットにされ、街で強制的にヨネとともに仲間になるが、ゆりかは選手としては登場しない。しかし若いルックスとは裏腹に、実はかなりの高齢で、主人公とは一回り以上年齢が離れている。その上、秘密を知られた人物には、「ばらしたら殺す」と脅迫するなど、じつに陰険な性格の持ち主である。
神高燐 (かみたか　りん)
セントラルタワーとドラフ島全体を管理する権力者。しかしその実態は、プロ候補生のデータを収集し、そっくりのアンドロイドを作成してプロ野球界に送り込むという陰謀をもつ悪の権化。この他にも、現役引退選手が最盛期だった頃のアンドロイドも所有しており、それをアンドロイドを倒した主人公たちと戦わせて撃破しようとする。
ゲドーくん
お化けのような姿をした、ダイジョーブ博士の助手。何故か「ギョ」としか喋らない。強化手術に失敗した際に、回復役をくれたるするなど、医療に精通した一面も見せる。その正体は、パワプロシリーズ恒例のキャラクターである加藤京子（京子としても病院で登場する）。

### 伝説最強チーム
セントラルタワーの管理者・神高が所有する伝説の選手の全盛期をコピーしたアンドロイドで編成された野球チーム。ユニフォームは当該選手の現役時代のものを再現。打撃力を重視したオーダーとなっている。また、全員絶好調で登場するため、「三振男」などのマイナス特殊能力が発動しない。投手は2イニング以内に交代する。牛島和彦と杉浦忠は延長戦にならない限りは、一部の例外を除き出てこない。また、1回裏での稲尾和久、3回裏での平松政次以外で投手に打席が回った場合は必ず代打が出され、西本聖のみはヒット・アウトに関係なしに、打たれた場合にイニング終了を待たずに交代することがある。この場合は中西清起がその分多く投げるか、8回もしくは9回に杉浦忠が投げることになる。なお、これらの選手はホームラン競争によって使用できるようになる。
試合で流れるBGM「最後の試合」（「伝説最強戦」と呼ばれる場合もある）は、パワプロシリーズでも特に有名な人気曲である。なお『パワプロ2018』以降のパワフェスモードでは、本作の伝説最強チームと相当する隠しチーム「プロ野球レジェンズ」との対戦時もこの曲が流れる。また、コナミアミューズメントのクイズマジックアカデミーにてコナミ創業50周年を記念して開催されたコナミ検定クイズでは、パワプロシリーズを代表して本曲とパワプロ6メインメニューの楽曲がクイズ中に流れるランダムBGMの一つに採用された。
- スターティングオーダー

| 開幕版 | 開幕版 | 開幕版   |
| 打順   | 守備   | 選手     |
| ------ | ------ | -------- |
| 1      | [遊]   | 高橋慶彦 |
| 2      | [左]   | 張本勲   |
| 3      | [一]   | 王貞治   |
| 4      | [右]   | 小鶴誠   |
| 5      | [三]   | 長嶋茂雄 |
| 6      | [捕]   | 野村克也 |
| 7      | [中]   | 山本浩二 |
| 8      | [二]   | 岡田彰布 |
| 9      | [投]   | 稲尾和久 |

| 決定版 | 決定版 | 決定版   |
| 打順   | 守備   | 選手     |
| ------ | ------ | -------- |
| 1      | [遊]   | 高橋慶彦 |
| 2      | [左]   | 張本勲   |
| 3      | [一]   | 王貞治   |
| 4      | [二]   | 落合博満 |
| 5      | [右]   | 小鶴誠   |
| 6      | [三]   | 長嶋茂雄 |
| 7      | [捕]   | 野村克也 |
| 8      | [中]   | 山本浩二 |
| 9      | [投]   | 稲尾和久 |

- 控え選手

| 野手     | 投手     |
| -------- | -------- |
| 門田博光 | 杉浦忠   |
| 田淵幸一 | 牛島和彦 |
| 田代富雄 | 中西清起 |
| 高井保弘 | 江夏豊   |
| 宇野勝   | 西本聖   |
| 川藤幸三 | 村田兆治 |
| 掛布雅之 | 山田久志 |
| 中西太   | 平松政次 |

## ホームラン競争
1選手でプレイするモードと3選手でプレイするモードがある。1選手の場合は10球、3選手の場合は9球（1人3球）のうち、何本ホームランに出来るかを競う。8本以上打てばOB選手が使用可能になる。1選手の場合は10本連続でホームランを打つとその後も記録が途切れるまで挑戦できる。99本打てば登録されている全てのOB選手が使用可能になる。また、ホームラン8本で1人、9本で2人、10～98本で3人OB選手が使用可能になるが、どの選手が出るかはランダムで決められる。

## 「決定版」での変更点
2001年12月20日に、2001年のペナントレースの結果を収録した「実況パワフルプロ野球8決定版」が販売されている。この「決定版」では、現役選手データやシナリオモードの大幅な変更はもちろんのこと、システムに関連した変更が多数行われている。以下は、主な変更点である。
- 選手の固有フォームが追加された。千葉ロッテマリーンズの福浦和也や巨人の入来祐作らのフォームがそれにあたる。
- OB選手に、ロッテ・オリオンズ時代の落合博満が追加された。これにより、固有フォームで落合独特の神主打法が設定できるようになった。また、セントラルタワーのオーダーも、岡田に代わって落合が加わっている。
- 「投手で変化球レベルを上げるために必要な変化球ポイントがオーバーフローしてしまう」「社会人出身で選手を作成すると天才型が出やすい」などといった一部のバグが修正された。
- 「スタミナ弁当」などの一部のアイテムの効果が半減されている。
- サクセスのイベントで、オリジナル選手にも「流し打ち」を習得させることができるようになった。
- 野手の場合、サクセスの紅白戦で一試合にホームランを3本以上打てば「威圧感」が習得できるようになった。
- セントラルタワーの伝説最強戦での代打の順番が変わっている。

### 誤り
- 福岡ダイエーホークスのシナリオで、秋山幸二が三塁に、井口資仁が一塁にいる。秋山は打順が6番で、井口が3番。なのでどちらかが誤りだと思われる。

## 補足
村田兆治はロッテオリオンズ時代の1976年のデータのほかに、2001年時51歳である村田のデータが用意されていた（プロ野球マスターズリーグの発足に合わせたものだと考えられる）。2001年の村田の球速は142km/h、変化球レベルは決め球のフォークが3、Hスライダーが2である（サクセスでは1976年全盛期のデータを使用している）。